# The Silent Force
The Silent Force je třetí studiové album nizozemské symfonic metalové kapely Within Temptation vydané 16. listopadu 2004.

## Seznam skladeb
1. „Intro“ – 1:58
2. „See Who I Am“ – 4:51
3. „Jillian (I'd Give My Heart)“ – 4:46
4. „Stand My Ground“ – 4:27
5. „Pale“ – 4:28
6. „Forsaken“ – 4:52
7. „Angels“ – 3:59
8. „Memories“ – 3:51
9. „Aquarius“ – 4:44
10. „It's The Fear“ – 4:05
11. „Somewhere“ – 4:14
12. „Destroyed (Demo Version)“ – 4:52
13. „Jane Doe“ – 4:30